# Malik (prénom)
Pour les articles homonymes, voir Malik.
Cette page présente le prénom Malik ainsi que ses variantes.
Malik est un prénom arabe (ملك malik en arabe, on trouve aussi مالك mâlik) signifiant roi. Son féminin est Malika, signifiant reine, mais aussi ange en berbère.

## Personnalités portant ce prénom

### Avant leXXesiècle
- Mâlik ibn Anas, juriste, fondateur de l'école malikite (711 - 795)
- Malik Shah Ier, sultan seldjoukide qui règne de 1072 à 1092
- Malik Al-Kamil, sultan ayyoubide d'Égypte de et de Syrie (mort en 1238)
- Malik al-Salih Ayyoub, sultan ayyubide d’Égypte et de Damas (mort en 1249)

### Époque contemporaine
- Malik El-Shabazz, nom musulman de Malcolm X (1925-1965)
- Malik Unia, pilote de rallye français (1965-)
- Malik Zidi, acteur français (1975-)
- Malik Joyeux, surfeur français (1980-2005)
- Malik Oussekine (1964-1986)

- Pour l'ensemble des articles sur les personnes portant ce prénom, consulter :
  - la liste des articles dont le titre commence par ce prénom
  - les listes produites par Wikidata : Liste des personnes de prénom « Malik » — même liste en incluant les éventuels prénoms composés qui contiennent « Malik ».